# Ciudad Barrios
Ciudad Barrios est une municipalité du département de San Miguel au Salvador.
L'archevêque catholique de San Salvador Óscar Romero y est né.